# Passiflora andina
Passiflora andina es una especie de trepadora perteneciente a la familia Passifloraceae. 

## Distribución
Es endémica de Ecuador, donde se encuentra hasta los 3.000 m s. n. m. en las laderas occidentales de la Cordillera de los Andes, entre Quito y Santo Domingo de los Colorados y desde El Lloar (Pichincha) hasta los bosques de Mindo.

## Taxonomía
Passiflora andina fue descrita por Ellsworth Paine Killip y publicado en Publications of the Field Museum of Natural History, Botanical Series 19: 256. 1938.
Etimología
Passiflora: nombre genérico que adoptado por Linneo en 1753 y significa "flor de la pasión" (del latín passio = "pasión" y flos = "flor"), fue otorgado por los misioneros jesuitas en 1610, debido a la similitud de algunas partes de la planta con símbolos religiosos de la Pasión de Cristo, el látigo  con el que fue azotado = zarcillos, los tres clavos = estilos; estambres y la corola radial = la corona de espinas.
andina: epíteto geográfico que alude a su localización en la Cordillera de los Andes. 
Sinonimia
- Rathea floribunda H. Karst.
- Tacsonia floribunda (H. Karst.) Mast.
- Tacsonia floribunda (H. Karst.) Sodiro	[3]